# دنی اودونل
دنی اودونل (انگلیسی: Danny O'Donnell؛ زادهٔ ۱۰ مارس ۱۹۸۶) بازیکن فوتبال اهل بریتانیا است.
از باشگاه‌هایی که در آن بازی کرده‌است می‌توان به باشگاه فوتبال شروزبری تاون، باشگاه فوتبال استوک‌پورت کانتی، باشگاه فوتبال کرو آلکساندرا، و باشگاه فوتبال بارو، باشگاه فوتبال لیورپول، باشگاه فوتبال کرو آلکساندرا، و باشگاه فوتبال وورکینگتون ای. اف. سی اشاره کرد.